# Taksinus bambus
Taksinus bambus — вид павуків родини птахоїдів (Theraphosidae). Описаний у 2022 році.

## Етимологія
Рід Taksinus названо на честь короля Таксина Великого, який правив королівством Тхонбурі у 1767-1782 роках. Видова назва Т. bambus відноситься до бамбука, у заростях якого знайдено цей вид.

## Поширення
Ендемік Таїланду. Виявлений в окрузі Муанг Так провінції Так. Мешкає у порожнинах стебла бамбука з роду Gigantochloa.

## Опис
Голотип самця має розмір 26,30 мм, а жіночий паратип 30,82-34,80 мм. Тіло цих павуків від коричневого до жовто-коричневого кольору, а ноги чорні з золотисто-жовтими смугами.